# Тургенев, Яков Фёдорович
Яков Фёдорович Тургенев (XVII век, возможно около 1650 года — 24 января 1695, Российская империя) — шут Петра I носил шутовское звание «знатного воина и киевского полковника».

## Биография
Был третьим сыном Ф. В. Тургенева. Возможна и другая идентификация Якова, как сына  Гавилы Тургенева. Яков Гаврилович упомянается как стряпчий (1682 г.) и стольник (1688-92). В 1671 году вступил на службу жильцом рейтарского строя. Был одним из тех, кто в 1688 году подписал поколенную роспись 15 потомков апокрифического мурзы Льва (Арслана, в крещении Ивана) Тургена, перешедшего на службу к Василию Темному. В октябре 1694 года командовал ротой в Кожуховском походе. Был участником Всепьянейшего собора. 12 января 1695 года по приказу Петра I состоялась грандиозная шутовская свадьба, длившаяся три дня. Позже, 24 января Яков Фёдорович скончался. Свадьба Якова была большой насмешкой над старыми обычаями людей. Иван Фёдорович Ромодановский на свадьбе изображал роль царя, а в роли царицы выступала дородная Бутурлина. 

## Портрет
Портрет Якова является одним из лучших в Преображенской серии, начавшей создаваться предположительно около 1692 года для Преображенского (Нового) дворца на берегу Яузы. Считается, что портреты с бородами писались до 26–30 августа 1698 года, когда Петр вернулся из заграничной поездки и начал стричь боярам бороды.
В руках Яков держит жезл, являвшийся символом его власти в потешных войсках.

### Неподтверждённая биография
Некоторые источники утверждают о Якове следующую информацию: в 1683 году Якову было предложено поместье в Воротынском уезде.

## Смерть
Яков Фёдорович Тургенев умер в возрасте около 45 лет ночью 24 января 1695 года через несколько дней после своей шутовской свадьбы на Всепьянейшем соборе в селе Кожухово.

## Родственники шута

### Родители
- Фёдор Васильевич Тургенев — отец.
- Мать (?) — неизвестно.

### Деды
- Пётр Никитич Тургенев — дед Якова. Умер 25 июля 1605 года.
- Григорий Никитич Тургенев — второй дед Якова.
- Борис Никитич Тургенев — третий дед Якова.
- Василий Никитич Тургенев — четвёртый дед Якова.
- Осип Фёдорович Тургенев — пятый дед. Умер в 1664 году.
- Василий Фёдорович Тургенев — шестой дед Якова.
- Андрей Фёдорович Тургенев — седьмой дед Якова.

### Дети
- Семен Яковлевич Тургенев — тоже участник Всепьянейшего собора,[1] его портрет сохранился в музее И. С. Тургенева в Орле[8], возможно, что он же изображен на "портрете неизвестного в маскарадном костюме Нептуна" из Преображенской серии.